# Bindahara camorta
Bindahara camorta är en fjärilsart som beskrevs av William Chapman Hewitson 1863. Bindahara camorta ingår i släktet Bindahara och familjen juvelvingar. Inga underarter finns listade i Catalogue of Life.